# 마일스 제이컵슨
마일스 제이컵슨(영어: Miles Jacobson, 1971년~)은 잉글랜드의 기업인으로, 풋볼 매니저 제작팀 스포츠 인터랙티브의 책임자(Studio director)이다.

## 서훈
- 2011년 대영 제국 훈장 4등급(OBE) 수훈[1]